# Kongorosttrast
Kongorosttrast (Stizorhina fraseri) är en afrikansk fågel i familjen flugsnappare inom ordningen tättingar. Den förekommer i fuktiga skogar i Centralafrika där den uppträder mer som en flugsnappare än en trast. Arten tros minska i antal, men beståndet anses ändå vara livskraftigt.

## Utseende och läte
Kongorosttrast är en enfärgat brunaktig flugsnapparliknande trast. Den relativt långa stjärten är brun med rostfärgade hörn. I flykten syns rostfärgade fläckar på vingarna. Sången består av en stigande serie sorgsamma visslingar.

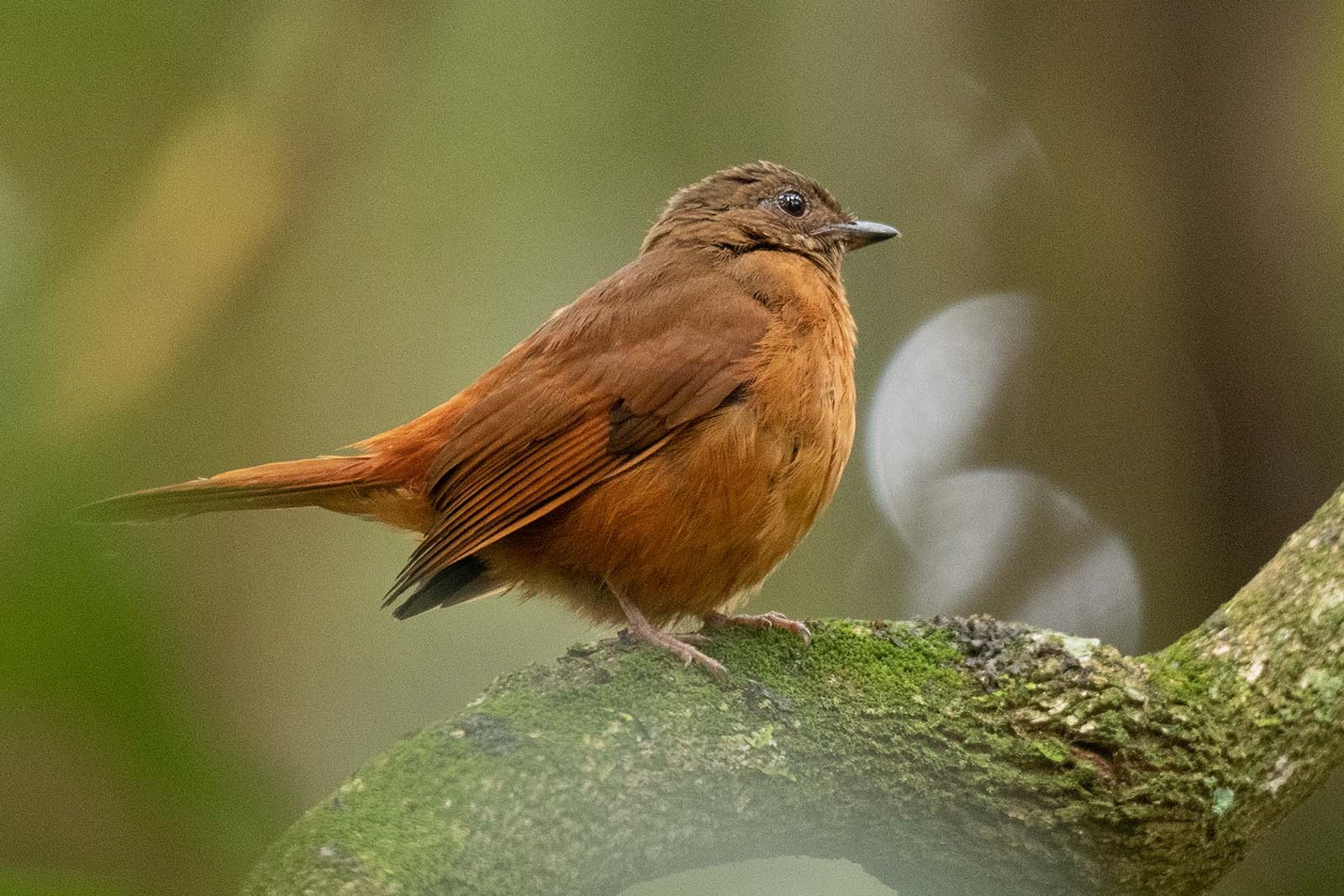

## Utbredning och systematik
Kongorosttrast förekommer i Centralafrika. Den delas upp i tre underarter med följande utbredning:
- rubicundus – förekommer från sydöstra Nigeria österut till Centralafrikanska republiken och söderut till norra Angola och nordvästra Zambia
- vulpinus – förekommer i sydvästra Sydsudan, Uganda och nordöstra Demokratiska republiken Kongo
- fraseri – förekommer på ön Bioko i Guineabukten

Västafrikansk rosttrast (S. finschi) behandlas ibland som en underart av kongorosttrast. Den urskiljs dock oftast som egen art.

## Levnadssätt
Kongorosttrast hittas i fuktiga skogar, där den ses lågt till medelhögt upp i träden sittande upprätt som en flugsnappare. Den liknar närbesläktade arten rödstjärtad rosttrast, men är mindre, med mer upprätt ställning och ses vanligen inte på marken.

## Status och hot
Arten har ett stort utbredningsområde och en stor population, men tros minska i antal till följd av habitatförstörelse och fragmentering, dock inte tillräckligt kraftigt för att den ska betraktas som hotad. Internationella naturvårdsunionen IUCN kategoriserar därför arten som livskraftig (LC). Världspopulationen har inte uppskattats men den beskrivs som vanlig.

## Namn
Artens vetenskapliga namn hedrar den engelska zoologen Louis Fraser. Tidigare kallades den fraserrosttrast eller Frasers rosttrast även på svenska, men tilldelades 2023 ett mer informativt namn av BirdLife Sveriges taxonomikommitté.